# Eliminatoria a la Eurocopa Sub-16 1991
La Eliminatoria a la Eurocopa Sub-16 1991 fue la fase previa que disputaron 32 selecciones infantiles de Europa para definir a los 15 clasificados a la fase final del torneo a celebrarse en Suiza junto al país anfitrión.

## Fase de grupos

### Grupo 14
| País      | J | G | E | P | GF | GC | Pts |
| --------- | - | - | - | - | -- | -- | --- |
| Dinamarca | 4 | 4 | 0 | 0 | 10 | 3  | 8   |
| Irlanda   | 4 | 1 | 1 | 2 | 4  | 5  | 3   |
| Noruega   | 4 | 0 | 1 | 3 | 2  | 8  | 1   |

| Equipo 1  | Resultado | Equipo 2  |
| --------- | --------- | --------- |
| Noruega   | 1-3       | Dinamarca |
| Noruega   | 1-1       | Irlanda   |
| Dinamarca | 3-0       | Noruega   |
| Dinamarca | 1-0       | Irlanda   |
| Irlanda   | 1-0       | Noruega   |
| Irlanda   | 2-3       | Dinamarca |

### Grupo 15
| País            | J | G | E | P | GF | GC | Pts |
| --------------- | - | - | - | - | -- | -- | --- |
| Unión Soviética | 4 | 2 | 2 | 0 | 5  | 3  | 6   |
| Israel          | 4 | 2 | 1 | 1 | 3  | 2  | 5   |
| Hungría         | 4 | 0 | 1 | 3 | 2  | 5  | 1   |

| Equipo 1        | Resultado | Equipo 2        |
| --------------- | --------- | --------------- |
| Hungría         | 1-1       | Unión Soviética |
| Unión Soviética | 2-1       | Hungría         |
| Unión Soviética | 1-1       | Israel          |
| Israel          | 1-0       | Hungría         |
| Hungría         | 0-1       | Israel          |
| Israel          | 0-1       | Unión Soviética |

## Eliminación Directa
| Equipo 1      | Agr.        | Equipo 2          | Ida | Vuelta |
| ------------- | ----------- | ----------------- | --- | ------ |
| Grecia        | 3-1         | Turquía           | 1-1 | 2-0    |
| Chipre        | 1-6         | Yugoslavia        | 1-5 | 0-1    |
| Rumania       | 3-2         | Checoslovaquia    | 2-0 | 1-2    |
| Malta         | 1-6         | España            | 1-1 | 0-5    |
| Albania       | 1-3         | Bulgaria          | 1-2 | 0-1    |
| Liechtenstein | 1-12        | Francia           | 0-7 | 1-5    |
| Finlandia     | 4-1         | Bélgica           | 4-1 | 0-0    |
| Gales         | 1-6         | Islandia          | 1-0 | 0-6    |
| Suecia        | 5-1         | Luxemburgo        | 4-0 | 1-1    |
| Alemania      | 4-0         | Irlanda del Norte | 3-0 | 1-0    |
| Portugal      | 0-0 (4-2 p) | Italia            | 0-0 | 0-0    |
| Países Bajos  | 1-2         | Austria           | 0-1 | 1-1    |
| Polonia       | 5-0         | Escocia           | 4-0 | 1-0    |